# Тарнівський трамвай
Трамваї у Тарнові працювали у 1911—1942 рр. Тарнів був єдиним провінційним містом у Галичині, в якому з 1911 року почав працювати електричний трамвай. Вагони були прикрашені зеленим гіллям, квітами та стрічками. Колір тарновських трамваїв був обраний за аналоґією до львівських: червоний з жовто-блакитним гербом міста. Їх ласкаво називали «biedronkami» («сонечками»).
Довжина трамвайних ліній у Тарнові перевищувала 2580 м. Лінія прямувала від вул. Бортницької через Львівську, Валову та Краківську до залізничного двірця. Трамвайні зупинки були біля вул. Овочевої, Шпитальної, біля Пільзненської Брами, вул. Джерельної (Ґолдхаммера), Семінарської (Пілсудського), Катедральної, Бандровського, біля костела отців-місіонерів. Постійно на лінії працювало 6 вагонів, що 6 хвилин з 6-ї ранку до 10-ї вечора.
Трамвай у Тарнові ліквідовано 1942 року німецькою окупаційною владою — мережа заважала рухові військ на схід та була демонтована.
На вулиці Валовій наприкінці травня 2004 року встановлено історичну трамвайну зупинку з лавкою, розташовану за декілька метрів від місця, де раніше була трамвайна зупинка.